# Cougars de Saint-Ouen-l'Aumône 2023
Questa voce raccoglie le informazioni riguardanti i Cougars de Saint-Ouen-l'Aumône nelle competizioni ufficiali della stagione 2023.

## Division Élite 2023

### Stagione regolare
| 5 febbraio 2023, ore 14:00 1ª giornata | Cougars de Saint-Ouen-l'Aumône | 14 – 38 referto | Black Panthers de Thonon | \| Arbitro: \| Perez-Canto \| |
| Arbitro:                               | Perez-Canto                    |                 |                          |                               |

| 18 febbraio 2023, ore 20:00 2ª giornata | Flash de La Courneuve | 47 – 6 referto | Cougars de Saint-Ouen-l'Aumône | \| Arbitro: \| Perez-Canto \| |
| Arbitro:                                | Perez-Canto           |                |                                |                               |

| 25 febbraio 2023, ore 19:00 3ª giornata | Pionniers de Touraine | 27 – 13 referto | Cougars de Saint-Ouen-l'Aumône | \| Arbitro: \| Gautier \| |
| Arbitro:                                | Gautier               |                 |                                |                           |

| 12 marzo 2023, ore 14:00 4ª giornata | Cougars de Saint-Ouen-l'Aumône | 6 – 7 referto | Molosses d'Asnières | \| Arbitro: \| Perez-Canto \| |
| Arbitro:                             | Perez-Canto                    |               |                     |                               |

| 18 marzo 2023, ore 19:00 5ª giornata | Spartiates d'Amiens | 19 – 25 referto | Cougars de Saint-Ouen-l'Aumône | \| Arbitro: \| Petit \| |
| Arbitro:                             | Petit               |                 |                                |                         |

| 1º aprile 2023, ore 19:00 6ª giornata | Black Panthers de Thonon | 55 – 15 referto | Cougars de Saint-Ouen-l'Aumône | \| Arbitro: \| Hunkeler \| |
| Arbitro:                              | Hunkeler                 |                 |                                |                            |

| 9 aprile 2023, ore 14:00 7ª giornata | Cougars de Saint-Ouen-l'Aumône | 6 – 22 referto | Flash de La Courneuve | \| Arbitro: \| Perez-Canto \| |
| Arbitro:                             | Perez-Canto                    |                |                       |                               |

| 23 aprile 2023, ore 14:00 8ª giornata | Cougars de Saint-Ouen-l'Aumône | 6 – 7 referto | Pionniers de Touraine | \| Arbitro: \| Perez-Canto \| |
| Arbitro:                              | Perez-Canto                    |               |                       |                               |

| 6 maggio 2023, ore 20:00 9ª giornata | Molosses d'Asnières | 16 – 16 referto | Cougars de Saint-Ouen-l'Aumône | \| Arbitro: \| Hunkeler \| |
| Arbitro:                             | Hunkeler            |                 |                                |                            |

| 20 maggio 2023, ore 19:00 10ª giornata | Cougars de Saint-Ouen-l'Aumône | 42 – 0 referto | Spartiates d'Amiens | \| Arbitro: \| Hunkeler \| |
| Arbitro:                               | Hunkeler                       |                |                     |                            |

## Statistiche di squadra
| Competizione      | %Vittorie | In casa | In casa | In casa | In casa | In casa | In casa | In trasferta | In trasferta | In trasferta | In trasferta | In trasferta | In trasferta | Totale | Totale | Totale | Totale | Totale | Totale |
| Competizione      | %Vittorie | G       | V       | N       | P       | Pf      | Ps      | G            | V            | N            | P            | Pf           | Ps           | G      | V      | N      | P      | Pf     | Ps     |
| ----------------- | --------- | ------- | ------- | ------- | ------- | ------- | ------- | ------------ | ------------ | ------------ | ------------ | ------------ | ------------ | ------ | ------ | ------ | ------ | ------ | ------ |
| Stagione regolare | .250      | 5       | 1       | 0       | 4       | 74      | 74      | 5            | 1            | 1            | 3            | 75           | 164          | 10     | 2      | 1      | 7      | 149    | 238    |
| Totale            | .250      | 5       | 1       | 0       | 4       | 74      | 74      | 5            | 1            | 1            | 3            | 75           | 164          | 10     | 2      | 1      | 7      | 149    | 238    |